# 金荞麦
金荞麦（学名：Fagopyrum dibotrys）为蓼科荞麦属下的一个种。

## 外部連結
- 金蕎麥 Jinqiaomai （页面存档备份，存于） 藥用植物圖像數據庫 (香港浸會大學中醫藥學院) （中文）（英文）
- 金蕎麥 中藥材圖像數據庫  (香港浸會大學中醫藥學院) （中文）（英文）
- 金蕎麥 Jin Qiao Mai （页面存档备份，存于） 中藥標本數據庫 (香港浸會大學中醫藥學院) （繁體中文）（英文）